# Mary Catherine Bateson
Mary Catherine Bateson (Nova Iorque, 8 de dezembro de 1939 – Darmouth, 2 de janeiro de 2021) foi uma escritora e antropóloga cultural americana.
Filha de Margaret Mead e Gregory Bateson, Bateson foi uma autora notável na sua área com muitas monografias publicadas. Entre seus livros destaca-se With a Daughter's Eye: A Memoir of Margaret Mead e Gregory Bateson, um relato de sua criação por dois pais famosos. Ela ensinou na Universidade de Harvard, Amherst College, Universidade George Mason, entre outros. Bateson foi membro do International Leadership Forum e foi presidente do Institute for Intercultural Studies em Nova Iorque até 2010.

## Infância e educação
Bateson formou-se na Brearley School, recebeu seu mestrado em 1960 no Radcliffe College e seu doutorado em linguística e estudos do Oriente Médio de Harvard em 1963. Sua dissertação examinou padrões linguísticos na poesia árabe pré-islâmica.

## Vida pessoal
Bateson foi casada com Barkev Kassarjian, professor de administração no Babson College, de 1960 até sua morte. Eles tiveram uma filha, Sevanne Margaret (nascida em 1969), uma atriz que trabalha profissionalmente sob o nome de Sevanne Martin, e dois netos. Pelo lado materno da família, Bateson também era primo de Jeremy Steig e sobrinha de William Steig e Leo Rosten.

## Morte
Bateson morreu em 2 de janeiro de 2021 em um hospício perto de sua casa em Lebanon, Nova Hampshire, aos 81 anos de idade. Ela havia sofrido danos cerebrais devido a uma queda alguns meses antes.

## Característica literária
Bateson se considerava uma “ativista pela paz e justiça” e sublinhou a importância nos anos de “longevidade imprevista” de continuar disposto a aprender.
No início de sua carreira, ela era linguista e estudou poesia árabe. Então, ela mudou seu foco de um interesse profissional em padrões humanos de comunicação para estudos altamente formalistas, que iniciou sua carreira como antropóloga. Mudando o foco nos tópicos, Bateson começou a usar sua própria experiência de vida para escrever. Bateson usou sua própria experiência como mulher, filha, mãe, estudiosa e antropóloga, que passou por muitas situações diferentes, como guia para seus escritos. Bateson gostava de manter seus leitores engajados fazendo-os questionar sua ideologia e entreter as próprias leituras provocando pensamentos com perguntas. Ela escrevia em um estilo semelhante ao diário e frequentemente usava exemplos pessoais ou citações para ideias e observações. Ela também usou experiências transculturais de outros indivíduos incorporados em seus escritos.
Um dos primeiros livros de Bateson foi seu livro de memórias With a Daughter's Eye, no qual ela refletia sobre sua vida com seus pais falecidos: Margaret Mead e Gregory Bateson. O livro de memórias criou um caminho de autodescoberta e capacitação das experiências que ela incorporou em seus escritos, como seu próximo livro, Composing a Life. Esse livro mostrou o quão profundamente conectada foi a própria jornada de Bateson como acadêmica, pois a mesma vivia num mundo paralelo em que ela e outras mulheres enfrentavam o sexismo aberto e a inferioridade feminina. Ela questionou as expectativas de gênero e a realidade misógina dos anos 1980 com seu livro usando sua própria experiência como paralelo.
Em todo o seu trabalho, ela usava esta metodologia para ajudar a desenvolver seus textos. Muitos de seus livros ainda são usados como inspiração para feministas que questionam as expectativas de gênero.